# Passerella iliaca
El chingolo zorruno o gorrión rascador (Passerella iliaca) es una especie de ave paseriforme de la familia Passerellidae. Es un pájaro migratorio de América del Norte.

## Descripción

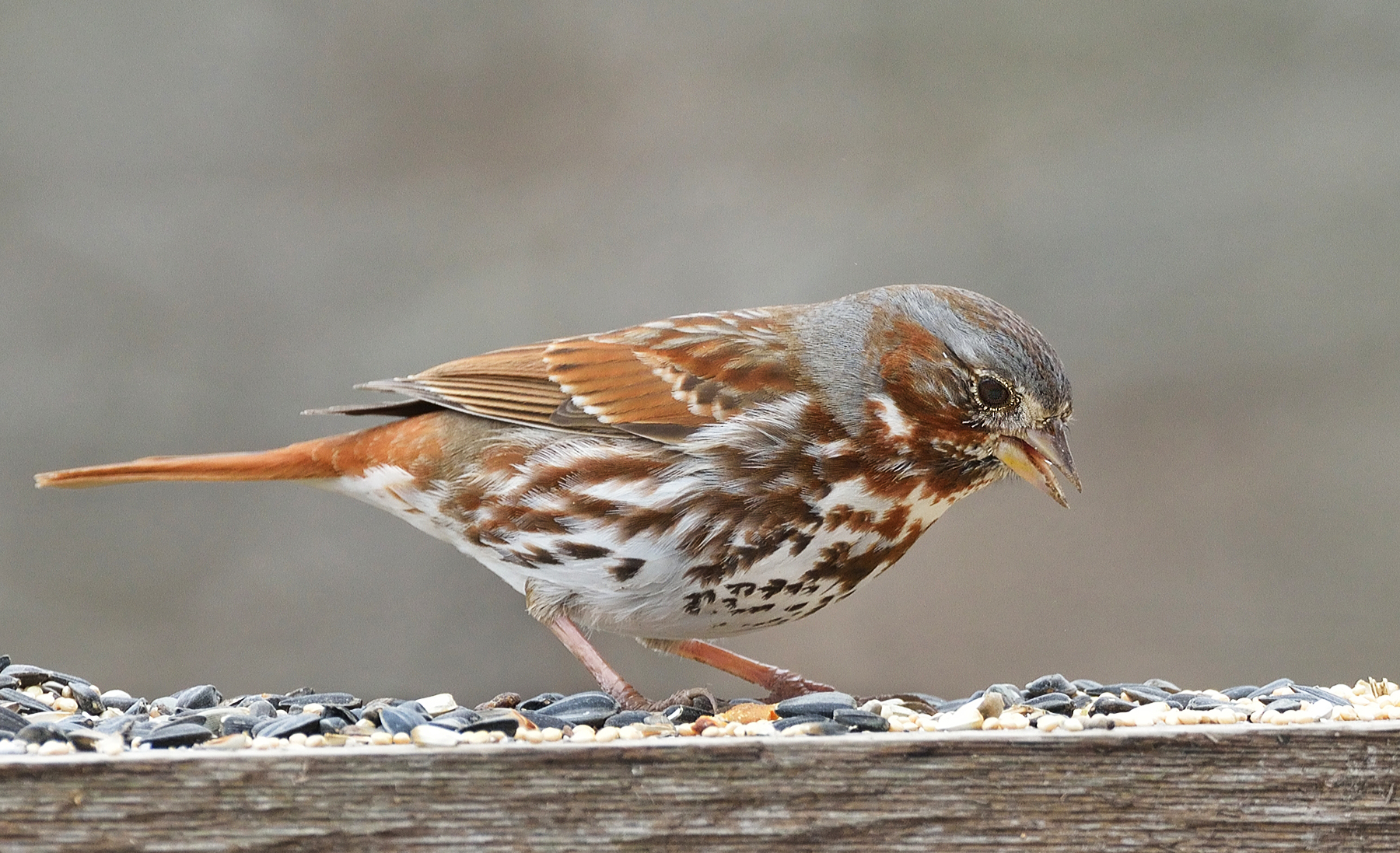
Ejemplar en Kansas City.

Es un miembro relativamente grande dentro de su familia, alcanzando una longitud de hasta 18 cm los adultos. Sus partes superiores son de color castaño rojizo. Las partes ventrales son blancas aunque están muy veteadas, y el pecho, claro, se distingue por tener veteado en forma de V invertida, que se agrupan formando una mancha grande en el centro del pecho.
Buscan alimento rascando en el suelo, lo que los hace vulnerables a gatos y otros depredadores, aunque la Unión Internacional para la Conservación de la Naturaleza la considera una especie abundante. Se alimentan de semillas e insectos principalmente, aunque también de algunos frutos pequeños y las poblaciones costeñas también pueden alimentarse de pequeños crustáceos.
En época reproductiva habita principalmente el sotobosque de bosques de coníferas; también en vegetación montana y en marismas. Se distribuye en la mayor parte de Alaska (excepto el extremo norte), en la parte central de Canadá de costa a costa y en el este de los Estados Unidos. En el invierno migra al sureste de Estados Unidos.
El canto del macho es musical, compuesto de dos notas claras y una tercera deslizante. Anidan en un lugar protegido, ya sea en el suelo, en un arbusto o sobre las ramas de un árbol.

## Taxonomía

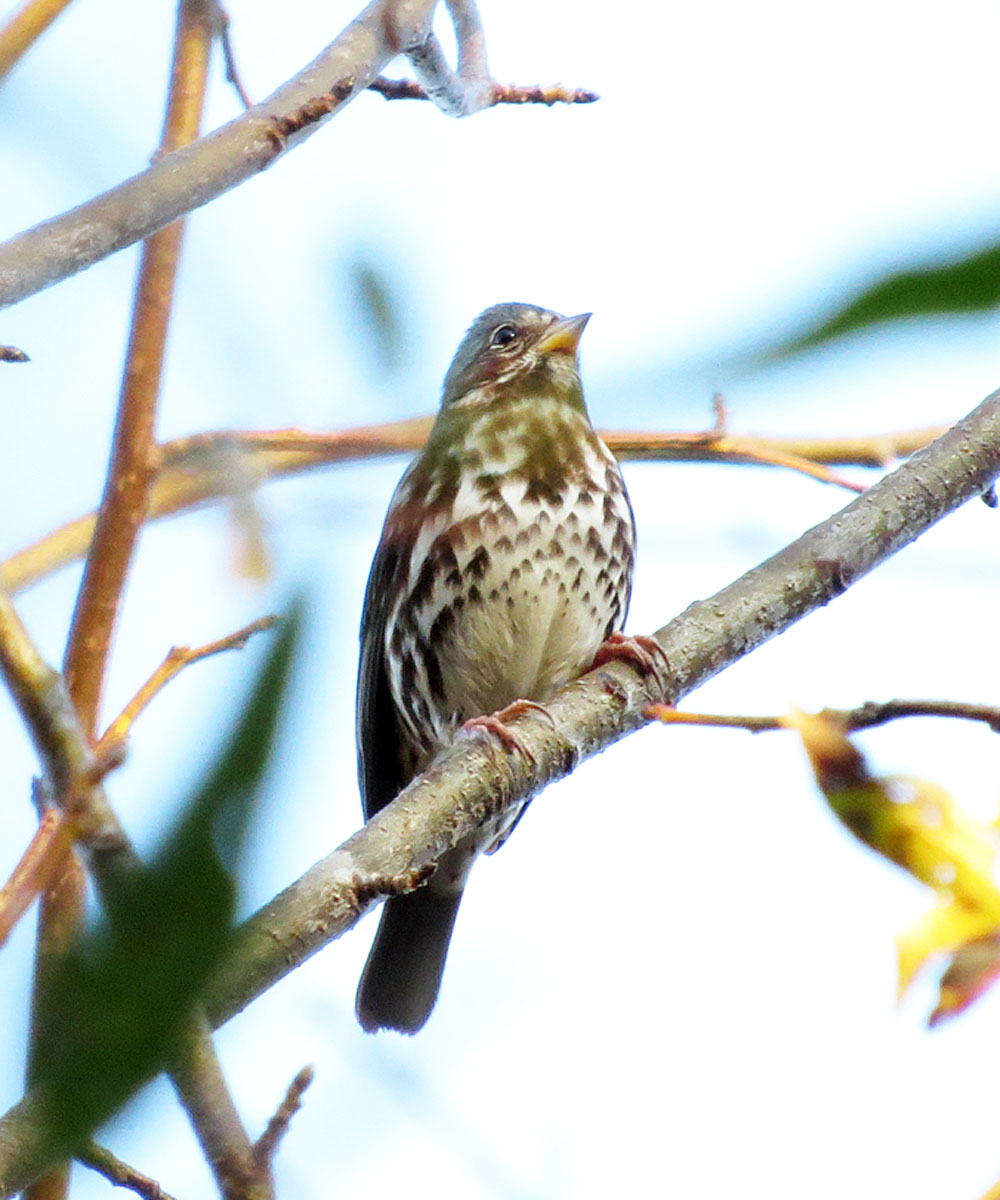
P. i. zaboria.

Anteriormentes se incluían en esta especie todas las poblaciones del género, pero en 2003 los estudios genéticos demostraron que se trataba de un complejo críptico de especies que tenía que dividirse. Por ello, se escindieron como tres especies separadas las subespecies del oeste y centro de Norteamérica. En la actualidad solo se reconocen dos subespecies dentro de P. iliaca:
- P. iliaca iliaca - se distribuye desde Alaska y el noroeste de Canadá.
- P. iliaca zaboria - cría desde el centro de Canadá hasta Terranova y Labrador.